# Cirrus Aircraft
A Cirrus Aircraft, anteriormente conhecida como Cirrus Design, é uma fabricante norte-americana de aeronaves de pequeno porte fundada nos Estados Unidos em 1984 pelos engenheiros Dale Klapmeier, Alan Klapmeier e Jeff Viken.
Atualmente, é um dos maiores fabricantes de aviões monomotores a pistão do mundo, com mais de 5.000 unidades fabricadas. A Cirrus é considerada uma das mais inovadoras, ousadas e sofisticadas fabricantes de aeronaves leves a pistão do mundo.
A Cirrus Aircraft é mais conhecida atualmente por equipar os seus modelos de monomotores leves a pistão com o CAPS – Sistema de Paraquedas Cirrus, que pode ser acionado em voo caso o único motor falhe. Segundo o fabricante, até hoje esse sistema de segurança foi acionado em voo cerca de 33 vezes e conseguiu salvar todas as 69 pessoas a bordo das aeronaves acidentadas.

## História

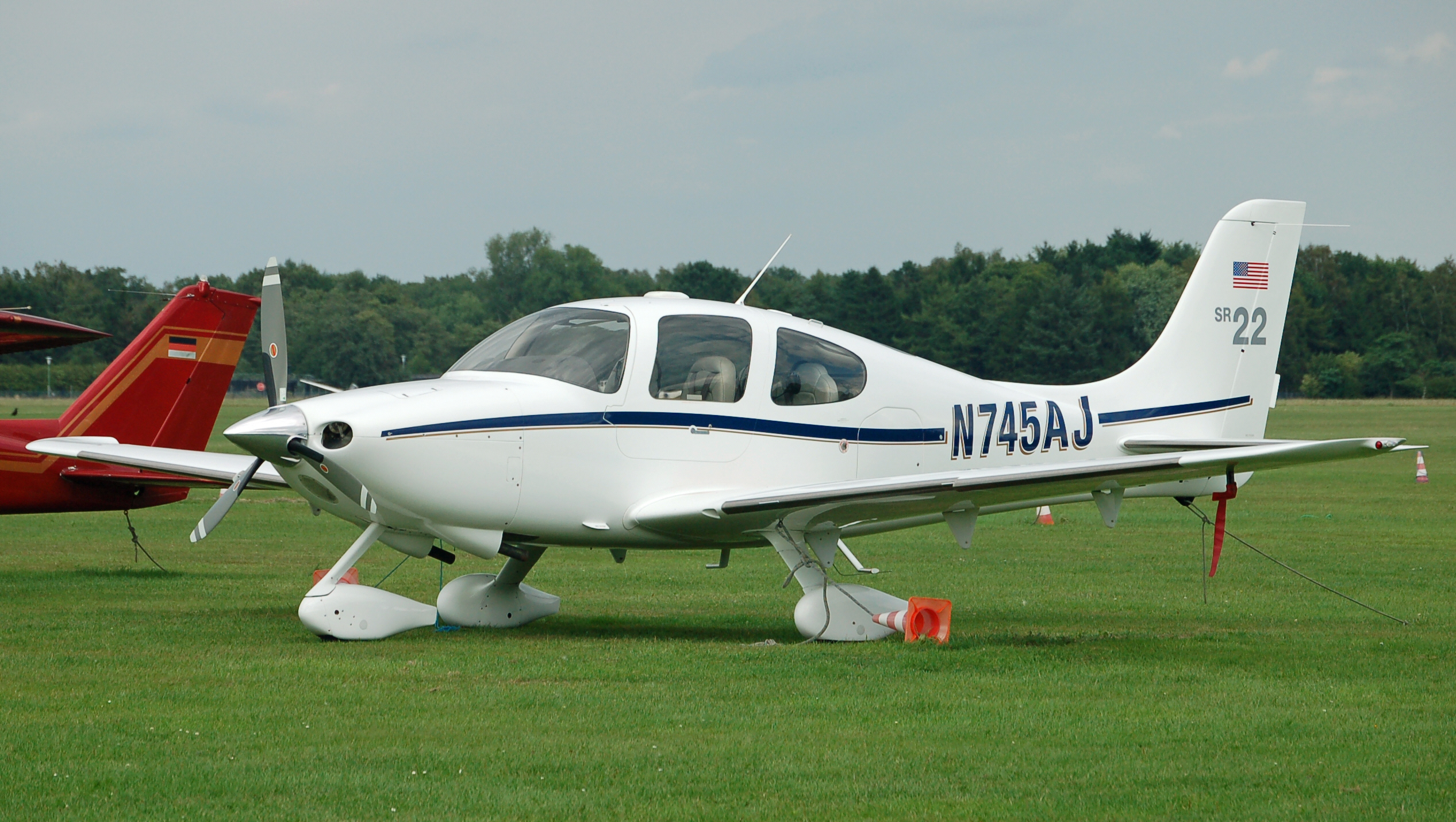
Cirrus SR22.

A Cirrus Design foi formada na década de 1980 em Baraboo, estado de Wisconsin, nos Estados Unidos, pelos irmãos Dale Klapmeier e Alan Klapmeier, e pelo engenheiro Jeff Viken.
Com ajuda da NASA dos Estados Unidos, a equipe de engenheiros da Cirrus conseguiu alcançar um alto nível de sofisticação na criação e desenvolvimento de asas para aeronaves leves a pistão, conceito que posteriormente teve como consequência natural a criação, o desenvolvimento e o lançamento do Cirrus SR20 na década de 1990, um grande sucesso de vendas no mercado mundial de aeronaves leves a pistão.
O VK-30 foi o primeiro modelo projetado pela Cirrus Design, e serviu de base para a criação posterior do Cirrus SR20 e do Cirrus SR22.

## Inovação

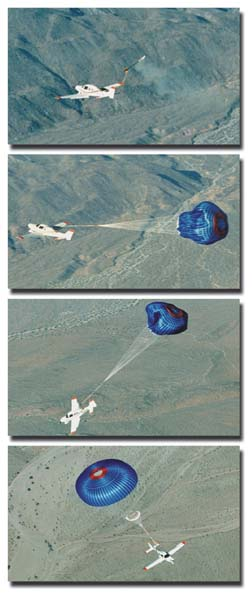
CAPS Paraquedas - Um dos mais impressionantes equipamentos de segurança do SR20 e do SR22.

A Cirrus inovou fortemente o mercado aeronáutico mundial ao introduzir simultaneamente ousados conceitos de engenharia aeronáutica, somando as tecnologias de asa com dois ângulos de ataque diferentes na mesma estrutura de asa, longarina  fabricada em fibra de carbono, controle de voo acionado por side-sticks, material composto (fibra de vidro e resina) empregado intensivamente na fuselagem e asas da aeronave, resultando em um conjunto mais leve e mais resistente que aeronaves construídas basicamente em alumínio e ligas metálicas, entre outras inovações.
Em geral, os materiais compostos desgastam menos que o alumínio, são mais resistentes que o alumínio, não sofrem corrosão e são bem mais leves.

## Mercado
Atualmente, a Cirrus Aircraft está em competição com outras grandes e tradicionais fabricantes de aeronaves leves a pistão e jatinhos monomotores, disputando um grande mercado mundial que movimenta centenas de milhões de dólares anualmente, entre eles a Cessna Aircraft Company, New Piper Aircraft, Mooney, EADS Socata, Beechcraft Corporation e Lancair, entre outros.